# تپه چال افشار ۱ - کد (۱۸ - k)
تپه چال افشار ۱ - کد (۱۸ - k) مربوط به دوران پیش از تاریخ ایران باستان است و در شهرستان کنگاور، جنوب شرق پاسگاه انتظامی عزیز آباد واقع شده و این اثر در تاریخ ۲۴ فروردین ۱۳۸۲ با شمارهٔ ثبت ۸۱۰۷ به‌عنوان یکی از آثار ملی ایران به ثبت رسیده است.